# Dolina Gejzerów
Dolina Gejzerów (ros. Долина гейзеров) – dolina rzeki Giejziernaja położona na Kamczatce w Rosji, w Górach Wschodnich, 180 km na północny wschód od miasta Pietropawłowsk Kamczacki, wśród wulkanów, które rozciągają się wzdłuż wschodniego wybrzeża półwyspu Kamczatka, na terenie Kronockiego Rezerwatu Biosfery.

## Opis
Dolina gejzerów to właściwie wąwóz długości 8 km, szerokości do 4 km i głębokości do 400 m, w którym płynie rzeka Giejziernaja. Na długości 6 km od ujścia rzeki do Morza Beringa znajduje się ponad 40 gejzerów, 50 źródeł termalnych, wodospady, a także gorące jeziora, kotły błotne i wulkany błotne.
Na zboczach wąwozu występuje roślinność górska i tundrowa. Dominującą pozycję zajmują olchy oraz brzozy. Występuje tu 15 rzadkich gatunków fauny.

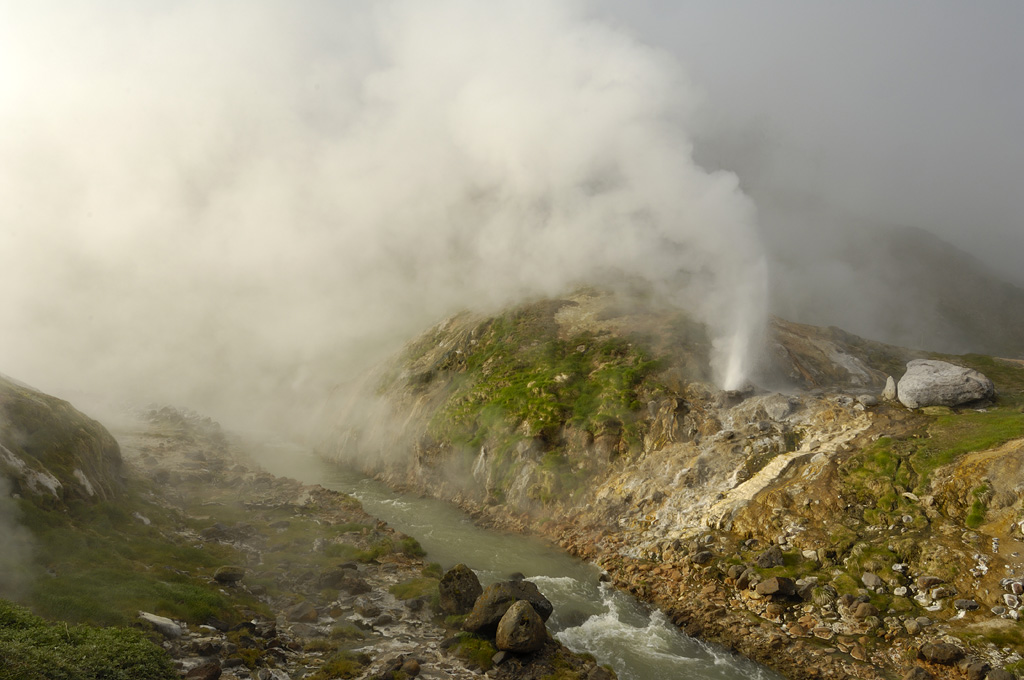
Gejzer Żemczużnyj

W 2007 roku po zejściu potężnej lawiny błotnej kilka źródeł geotermalnych zostało zalanych i zasypanych skałami. Obecnie większość z nich odzyskała swoją aktywność.

## Zwiedzanie
Dolina jest trudno dostępna. Została odkryta dopiero w 1941 roku. Praktycznie dostać się można do niej tylko śmigłowcem. Wycieczki organizowane są od początku lat 90. XX wieku. Dolinę odwiedza rocznie kilka tysięcy osób. Największym zagrożeniem dla turystów są niedźwiedzie brunatne, których w samym rezerwacie kronockim jest ponad 800.
W plebiscycie zorganizowanym w 2008 roku dolina została uznana za jeden z 7 cudów Rosji.

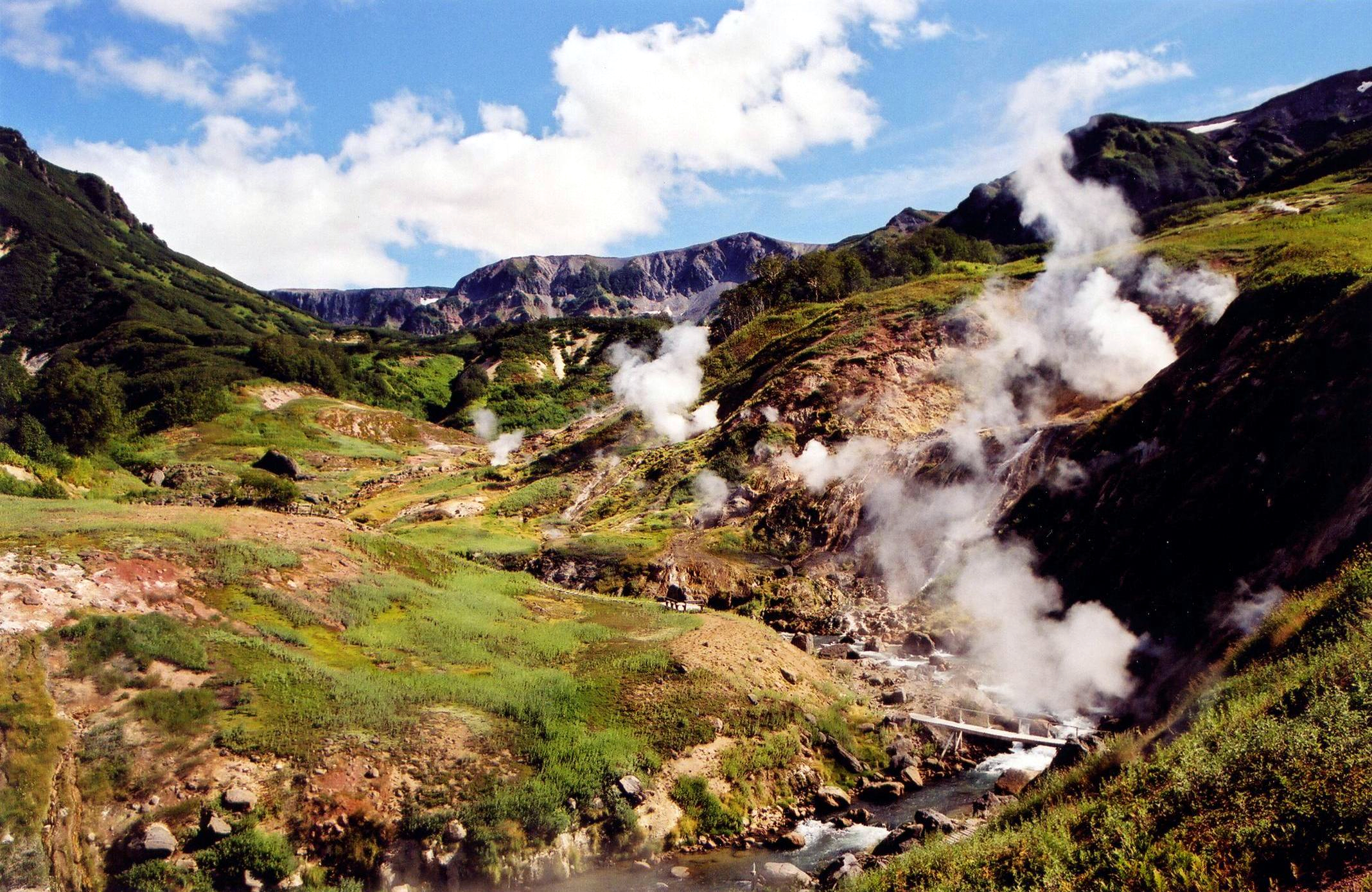
Gejzery w środkowej części doliny

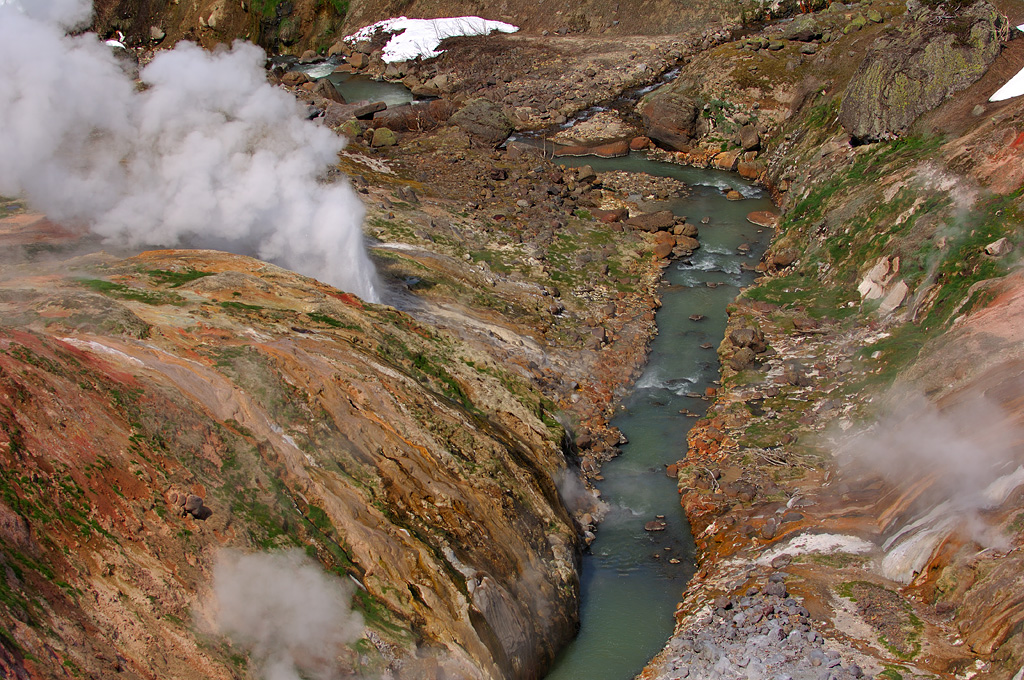
Rzeka Giejziernaja